# جزيرة بوفيه
جزيرة بوفيه (بالنرويجية: Bouvetøya) هي جزيرة بركانية غير مأهولة في المنطقة القطبية الجنوبية في جنوب المحيط الأطلسي، تقع على بُعد 2525 كلم جنوب غرب جنوب أفريقيا. وهو إقليم تابع للنرويج، ولا يخضع لمعاهدة القطب الجنوبي.

## جغرافيتها
تقع جزيرة بوفيه جنوب الكرة الأرضية. وتشكل المَثلجات (الأنهار الجليدية) نسبة 93% منها. تُوجد في وسط الجزيرة حفرة مملوءة بالجليد من بركان نشط، تُعرف باسم هضبة فيلهلم الثاني. ووفقا لبعض البيانات هناك بحيرة من الحمم البركانية المنصهرة داخل كالديرا.
تُعتبر الجزيرة منطقة هامة لتكاثر الطيور البحرية كالبطاريق، وهي من أكثر الجزر النائية في العالم.

## تاريخها
اكتُشفت جزيرة بوفيه في 1 يناير 1739، من قِبَل الفرنسي تشارلز بوفيه دي لوزيي، الذي قاد السفن الفرنسية إيغل وماري. ومع ذلك لم يكن موقفه ثابتاً ودقيقاً من تلك الجزيرة، فلم يوضّح ما إذا كانت تتبع إحدى القارات أو كانت جزيرة منفردة.